# VIA (musique)
VIA (en russe : ВИА, pour Вокально-Инструментальный Ансамбль, « ensemble vocal et instrumental ») était le nom générique utilisé pour les groupes de pop et rock officiellement reconnus par le gouvernement soviétique, des années 1960 aux années 1980. À l'époque soviétique, le terme VIA voulait généralement dire le groupe, mais il est maintenant utilisé en Russie pour se référer spécifiquement à la pop, le rock et groupes folkloriques actifs pendant la période soviétique.

## Histoire

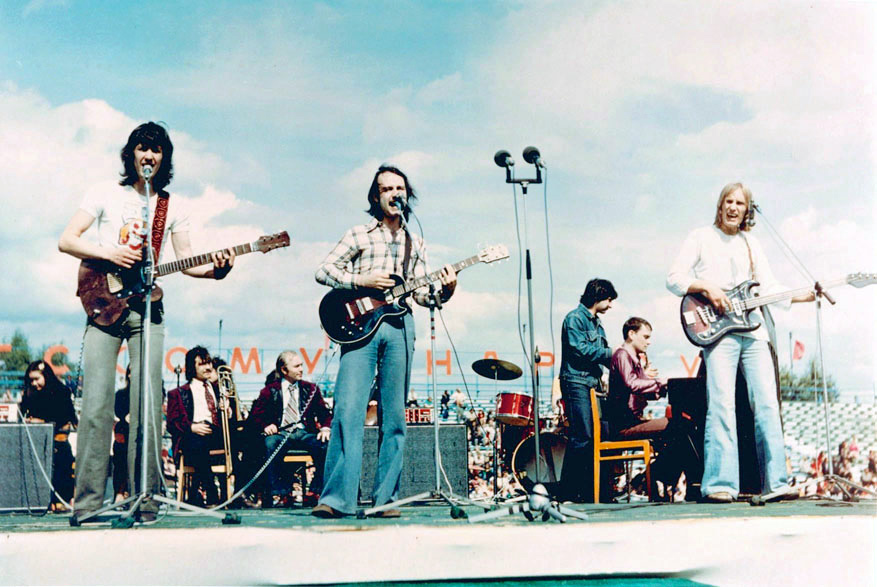
Un VIA typique, Tsvety, habillé de vêtements inspirés par les hippies

Le terme VIA est apparu en Union Soviétique dans les années 1960 et a représenté un modèle en vertu duquel le gouvernement soviétique permettait aux musiques pop et rock nationales de se développer. Pour percer dans mes médias appartenant à l'État soviétique, un groupe était nécessaire pour devenir un VIA officiellement reconnu. Chaque VIA avait un directeur artistique (художественный руководитель), qui était tout à la fois directeur, producteur et censeur nommé par l'État. Dans certains groupes, tels que Pesniary le directeur artistique était le membre principal et compositeur du groupe, tandis que dans d'autres, il jouait le rôle d'imprésario.
Les VIAs soviétiques jouaient un style spécifique de musique pop : une musique pouvant passer à la radio (mais officiellement approuvée), destinée aux jeunes, et qui combinait des tendances occidentales et soviétiques. Les instruments folkloriques et parfois un keytar étaient souvent utilisés. Les chansons allaient des ballades pop et de la musique de danse au rock nouvelle vague (bien que les groupes aient évité l'étiquette « rock » jusqu'à la fin des années 1970, le rock étant considéré comme « bourgeois » et formellement interdit). Beaucoup de VIAs avaient jusqu'à dix membres (dont un certain nombre de chanteurs et multi-instrumentistes), et les changements de personnes étaient fréquents.
En raison de la censure d'État, les paroles de VIAs étaient familiales et portaient sur des sujets typiques : les émotions universelles comme l'amour, la joie, et la nostalgie, ou des représentations idéalisées de la vie quotidienne. Beaucoup de groupes encourageaient également la culture nationale et le patriotisme (en particulier ceux des minorités nationales dans les petites républiques soviétiques) ; c'était le cas des groupes Yalla (Ouzbékistan), Labyrinthe (Géorgie), et Chervona Ruta (Ukraine). Les VIAs à base folkloriques tels que Pesniary, Siabry et Verasy étaient particulièrement populaire en Biélorussie. Les groupes russes de Moscou et de Léningrad comme Zemliane et Tsvety étaient plus orientés vers la pop occidentale et la musique rock.
Beaucoup de VIAs ont été créés par des musiciens qui avaient joué ensemble dans des chœurs locaux ou des productions théâtrales musicales. Les premiers VIAs ont inclus Avangard (« Avantgarde ») en 1964, Poiouchtchie Guitary (« Les Guitares chantantes ») en 1966, Vesiolye Rebiata (« Joyeux Copains ») en 1966, et Dobry Molodtsy (« Bonnes Personnes ») en 1969.

## Caractéristiques spécifiques
Un groupe de VIA typique se composait de 6 à 10, avec plusieurs chanteurs et musiciens capables de jouer de multiples instruments. En général, le chanteur principal ne jouaient pas d'un instrument, et ne faisait que chanter. Pratiquement tous les membres d'un VIA était des musiciens professionnels ayant reçu une éducation musicale formelle et ayant de nombreuses années d'expérience.
Le gouvernement soviétique avait édicté des règles strictes régissant la manière dont les membres d'un VIA devaient de se comporter sur scène et se conduire en public. Ils ne pouvaient porter que des complets, des costumes traditionnels ou des uniformes militaires. Les mouvements scéniques étaient découragés : généralement, les musiciens restaient là où ils jouaient leurs instruments ou chantaient. Tout, en dehors de la « norme » conservatrice, comme les cheveux longs, tatouages, vestes en cuir, ou des accessoires métalliques, était interdit.
Les enregistrements de chanson par les VIA étaient réalisés par la maison de disques d'État Melodiya. Les concerts et les spectacles étaient organisés par des associations professionnelles telles que Soyuzkontsert (« Concerts de l'Union »), Moskontsert (« Concerts de Moscou »), Lenkonsert (« Concerts de Léningrad »), Roskontsert (« Concerts russes ») et Goskontsert (« Concerts gouvernementaux »), ainsi que par des groupes d'orchestres régionaux.
Parfois, un VIA collaborait avec un chanteur connu pour lui servir de support musical. Des exemples incluent Yury Antonov et les VIAs Araxe et Aérobus, Alla Pugacheva et le VIA Retsital, Sofia Rotaru et le VIA Chervona Ruta, Valeriy Obodzinskiy et le VIA Verniye Druziya, et Lev Leschenko et le VIA Spektr.
Il arrivait également que des membres de groupes de VIA faisaient également partie de groupes de rock non reconnu, au sein de la scène underground. Leur fonction dans le VIA leur permettait d'être dans une situation légale, le non-travail étant alors interdit.

## Répertoire
Les VIAs interprétaient généralement des chansons écrites par des compositeurs et paroliers professionnels qui étaient membres en règle de l'Union des écrivains et des compositeurs de l'ancienne Union Soviétique. Certaines chansons ont été écrites par les membres du VIA ou par son directeur artistique. Au début des années 1980, une règle tacite disait qu'au moins 80 % du répertoire d'un concert d'un VIA devait être fait de chansons écrites par les membres du syndicat.
Les VIAs interprétaient des chansons ayant un éventail de styles musicaux, y compris la musique folk, le disco, le rock, et le synthpop. Bien étroitement contrôlées par le gouvernement, les VIAs ont une énorme influence sur l'opinion publique russe et ont créé un public pour la vague de musique rock qui a suivi. Les VIAs avaient tendance à offrir des chansons ordinaires, simples dans l'expression, et conservatrices dans leur interprétation en concert. Les paroles avaient tendance à se concentrer sur des sujets non controversés tels que des motifs patriotiques, des histoires d'amour, des idéalisations du travail, de l'humour léger, des ballades, de l'actualité et des thèmes folkloriques. Toute critique sociale ou de protestation était fortement censurée et largement interdite, sauf lorsqu'elle était dirigée contre l'Occident.
Un certain nombre de VIAs ont fait des reprises de succès étrangers, généralement en changeant les paroles pour leur donner une signification tout à fait différente, mais en gardant la musique et la vocalisation. Certains VIAs sont allés jusqu'à prétendre que la musique était leur propre travail original.

## Grandeur et décadence
Les VIAs en tant que mouvement de musique soviétique ont existé durant deux décennies, du milieu des années 1960 jusqu'au milieu des années 1980. Ils ont été très populaires, en particulier auprès des jeunes. Les VIAs les plus connus donnaient des concerts toute l'année, parfois plusieurs concerts par jour. Nombre de ces concerts ont été transmis à la télévision et à la radio. Les albums des VIAs se sont vendus à des dizaines de millions d'exemplaires.
À la fin des années 1980, la plupart des VIAs avaient disparu. Ceci a été dû en partie à la popularité croissante de la musique rock, et à l'effondrement de l'appareil de censure d'État. L'avènement des synthétiseurs, samplers, et autres technologies permettant la création de musique sans besoin d'un grand nombre de musiciens a également été un facteur contributif. Enfin, les paroles des chansons des VIAs sont devenues beaucoup moins pertinentes dans la nouvelle société, plus ouverte.
Bien que la plupart des VIAs aient disparu, un certain nombre de leurs membres ont continué une carrière de musicien comme solistes ou membres de nouveaux groupes. Beaucoup de stars pop et rock russes des années 1990 étaient des membres de VIAs dans les années 1970 et 1980. Quelques-uns des VIAs les plus populaires ont perduré dans les années 1990 et par la suite, généralement avec des musiciens différents.

## Groupes
Parmi les groupes VIA, on peut citer :
- Iveria (en)
- Pesniary
- Poyushchiye Gitary (en) (Les Guitares chantantes)
- Tsvety (en) (Les Fleurs)
- Vesyolye Rebyata (en) (Les Joyeux Garçons)
- Yalla
- Zemliane (en) (Les Terriens)